# Kyrkbacken, Falun
Kyrkbacken i Falun är ett område med villor från cirka 1880-1920. Kyrkbacken har fått sitt namn efter att Kyrkbacksvägen som börjar på Lugnet och slutar nedanför Stora Kopparbergs kyrka löper igenom. 